# Presbyornithidae
De Presbyornithidae zijn een familie van primitieve eendachtige vogels met een wereldwijde verspreiding, die leefden gedurende het Laat-Krijt tot het Vroeg-Mioceen. De bekendste soort was Presbyornis pervetus uit Zuid-Amerika, de Verenigde Staten en West-Europa. De presbyornithiden wisten de Krijt-Paleogeen-massa-extinctie te overleven en bleven voortbestaan tot in het Oligoceen. Aanvankelijk dacht men dat ze een mix van kenmerken vertoonden van watervogels, kustvogels en flamingo's en werden ze gebruikt om te pleiten voor een evolutionaire verwantschap tussen deze groepen, maar nu wordt algemeen aangenomen dat ze watervogels waren die nauw verwant waren aan de moderne eenden, ganzen en schreeuwvogels.
Het waren over het algemeen vogels met lange poten en een lange nek, ongeveer een meter hoog, met het lichaam van een eend, poten die lijken op die van een steltloper maar dan met zwemvliezen, en een platte eendachtige snavel die geschikt was om te filteren. Tenminste enkele soorten waren sociale vogels die in grote groepen leefden en in kolonies nestelden, terwijl andere, zoals de Wilaru-soorten, terrestrisch en solitair waren.
Er zijn enkele andere, onbeschreven, presbyornithide of mogelijke presbyornithide overblijfselen, zoals het gedeeltelijke rechterschouderblad BMNH PAL 4989, dat werd beschouwd als behorend tot Headonornis hantoniensis, maar niet met zekerheid kan worden herleid tot een bekend taxon, of de overblijfselen uit de Mongoolse Barun Goyotformatie bij Uday Sayr en de Nemegtformatie van Tsagaan Kushu uit het Laat-Krijt.

## Taxonomie
Tot de familie Presbyornithidae behoren de volgende geslachten:
- Bumbalavis
- Murgonornis
- Styginetta
- Wilaru
- Presbyornis
  - Laat-Paleoceen tot Vroeg-Oligoceen; Amerika en Europa
- Headonornis
  - Laat-Eoceen; Engeland
- Telmabates
  - Eoceen; Argentinië
- Vegavis
  - Laat-Krijt; Antarctica
- Teviornis
  - Laat-Krijt; Mongolië
- Proherodius
  - Vroeg-Eoceen; Engeland
- Zhylgaia
  - Laat-Krijt; Centraal-Azië